# 日之出本店
有限会社日之出本店（ひのでほんてん）は、徳島県美馬市穴吹町穴吹に本社を置く和菓子メーカーである。
創業は1914年（大正3年）で、郷土銘菓のぶどう饅頭のブランドで全国的に知られる。キャッチフレーズは「小さなお菓子で 大きな笑顔」。

## 概要
1914年（大正3年）4月5日に創業者である西川芳太郎が、穴吹町で餅屋「日乃出」を営み始めたのが起源。森永製菓の初代社長・森永太一郎との運命的な出会いを通じて、ぶどう饅頭の”餡にミルクを練り込む”ことで大きな注目を集める。
その後も、四国放送の開局と同時にスポンサーに名乗りを上げ、伝説的なテレビCMの誕生、セスナ機からチラシを撒く宣伝スタイルなど、"コト商売"の全国的な先駆者として、型破りな経営が続いた。戦後も間もなく、穴吹駅のホームでの立ち売り開始、その後も季節限定のぶどう饅頭販売開始、2006年（平成18年）には徳島駅前「日乃出茶屋」開店、和菓子という伝統文化を後世に紡ぐための「朝茶会」開始、環境に配慮した脱プラスチック化への取り組み等、あくなき挑戦を続ける経営方針は健在。

## 沿革
- 1914年（大正03年）4月5日 - 餅屋「日乃出」創業。初代西川芳太郎23歳
- 1950年（昭和25年） - 穴吹駅ホームでの立ち売り開始。
- 1951年（昭和26年） - 日乃出本店前での阿波踊り演舞場が始まる。
- 1952年（昭和27年） - 有限会社日乃出本店設立。
- 1972年（昭和47年） - 新社屋が完成。
- 2005年（平成17年） - 季節のぶどう饅頭販売開始。
- 2006年（平成18年） - 徳島駅前「日乃出茶屋」開店。
- 2008年（平成20年） - 毎年12月恒例「日乃出本店感謝祭」開始。
- 2010年（平成22年） - 毎月恒例「朝茶会」開始、徳島駅前「日乃出茶屋」閉店。
- 2018年（平成30年） - ぶどう饅頭リニューアル。

## 主な商品
- ぶどう饅頭
- 阿波ういろ（栗、和三盆、煎茶、鳴門金時、ぶどう、すだち）
- みまからカレーあられ
- 和三盆のふわっとチーズケーキ
- 阿波うさぎ
- 季節限定商品（栗ぶどう饅頭、白桃ぶどう饅頭、黒胡麻ぶどう饅頭、鳴門金時芋ぶどう饅頭、春いちごぶどう饅頭、柏餅など）

## ぶどう饅頭
”武道振興”で名を馳せる霊峰・剣山の玄関口で知られる徳島県・穴吹。毎年、多くの参拝客で賑わう中、初代・西川芳太郎を中心にお土産物として考案したのがぶどう饅頭である。餡の中にミルクが練りこまれていることや、饅頭にもかかわらず団子のように串刺しされていることが特徴。「日乃出幸運券」の一億円札（当時は壱萬円札のお守り札で、現在はリニューアル済）が同封されているが、これは、お客様に、「お菓子の美味しさだけでなく、喜びと笑いを届けたい」という初代・西川芳太郎の考えによるもの。
「躍進、躍進、また躍進。海越えて　ほめられに行け　ぶどう饅頭」という四国放送のテレビCMや、セスナ機からチラシを撒き、「ぶ」「ど」「う」「ま」「ん」「ぢ」「う」の文字すべてを集めるとぶどう饅頭1箱プレゼント、という型破りな宣伝をしたことでも知られる。
2018年に商品リニューアルを果たす。

## 直営店
- 現存店舗
  - 日乃出本店（穴吹駅前）
- 過去に存在した店舗
  - 徳島駅前「日乃出茶屋」

## 販売店
主に四国内を中心に販路を構える。以下、主な卸先。
- チェーンストア
  - マルナカ
  - キョーエイ
  - デイリーマート
  - ハローズ
  - マルヨシセンター
  - イオン（スタイル徳島ほか）
  - ゆめタウン（徳島ほか）
  - フジグラン（北島、石井ほか）
  - セブンイレブン・キオスク（徳島銘品館店、阿波池田駅店、鴨嶋駅店ほか）
- その他
  - 徳島阿波踊り空港
  - 阿波踊り会館
  - おみやげ一番館
  - のもん徳島
  - おみやげ徳島あいぐら
  - 徳島とくとくターミナル
  - 南海フェリー
  - 上板SA（上り・下り）
  - 吉野川ハイウェイオアシス
  - 吉野川サービスエリア上り線　伊予鉄商事
  - 吉野川サービスエリア下り線　セブンイレブン
  - 淡路ハイウェイオアシス
  - 道の駅 貞光ゆうゆう館

## 主な子会社
- 茜庵